# Voorrecht van de kosten van de laatste ziekte
Het voorrecht van de kosten van de laatste ziekte is in België het voorrecht ingesteld door artikel 19, 3°, van de Hypotheekwet. Het is een voorrecht op alle roerende goederen. Het is het derde voorrecht op alle roerende goederen.
De 'laatste' ziekte is niet (noodzakelijk) de ziekte die een einde heeft gesteld aan het leven van de schuldenaar. Het is de ziekte die voorafgaat aan de uitdeling van de penningen na faillissement of beslag.
De kosten omvatten:
- het loon van de geneesheer
- het loon van de verpleegster
- de factuur van het ziekenhuis of het sanatorium
- de kosten van een bijzondere voeding.

Het voorrecht reikt niet verder dan de laatste twaalf maanden voor het faillissement of het beslag. Het betreft alleen de laatste ziekte van de schuldenaar zelf, niet deze voor de laatste ziekte van de leden van zijn huisgezin.